# Гуань Ли (церемония)
Гуань ли (упрощенный китайский: 冠礼; традиционный китайский: 冠禮) — конфуцианская церемония совершеннолетия. Согласно «Ли цзи» («Книга обрядов»), только после церемонии совершеннолетия молодые люди могли называть себя взрослыми и разделять социальные обязанности. Термин гуань ли относится к ритуальной церемонии для мужчин, которая включает использование головного убора гуань. Для женщин существовала церемония цзи ли (упрощенный китайский: 笄礼; традиционный китайский: 笄禮) с использованием однозубой шпильки цзи. И гуань ли, и цзи ли имеют важное символическое значение для ханьцев Обе эти церемонии являются ключевыми конфуцианскими обрядами и частью «четырех обрядов», наряду с браком, траурными обрядами и жертвенными ритуалами.
Церемонии гуань ли и цзи ли могли проводить люди любого социального класса; однако именно богатые люди чаще проводили церемонию, чем бедные. В XX веке эти церемонии постепенно прекратились, но в последнее время наблюдается возрождение интереса к ним, особенно у тех, кто интересуется конфуцианскими традициями и ханьфу. С 2010 года большие церемонии гуань ли проводятся каждый год в Храме Конфуция в Цюйфу, а также в Тайюане и в Шаньси.

## История
Церемонии гуань ли и цзи ли появились в Китае в древние времена, ещё до начала эпохи Цинь. Некоторые философские тексты, датируемые эпохой Чжоу и периодом Сражающихся царств, предоставляют доказательства проведения церемонии гуань ли уже в те времена, например, «Лунь юй» и тексты, написанные Мэн-цзы. Упоминание о церемонии можно найти в «Ханьшу».

## Возраст
Церемония гуань ли обычно проводится, когда мужчине исполняется 20 лет.
Церемония гуань ли также известна как «церемония увенчания» Слово гуань (китайский: 冠) иногда переводится как «корона» или «шапка». Как и другие церемонии совершеннолетия, церемония гуань ли отмечает переход человека от детства к взрослой жизни. Только после этой церемонии мужчина считается взрослым, и ему могут быть предоставлены взрослые обязанности и права; например, мужчина мог стать наследником своей семьи, жениться, унаследовать семейное дело и участвовать в других аспектах общественной жизни.

## Место и организация церемонии
Церемония совершается в родовом храме юноши в тщательно выбранный день, который считается благоприятным, и организовывается уважаемым старшим родственником юноши. Также её можно было провести у восточной лестницы (которая обычно использовалась хозяином дома), если мальчик был сыном от законной главной жены: это символизировало, что он был в линии преемственности.
В день церемонии приглашалось много гостей, в том числе родители юноши, ведущий церемонии и помощник.

## Порядок церемонии
Порядок проведения церемонии состоит из следующих шагов:
1. Перед церемонией юноша принимает ванну; его волосы укладывают особым образом, и он ждёт в комнате.
2. В начале церемонии отец юноши произносит краткую речь.
3. Юноша выходит из комнаты и встречается с гостями.
4. Отец юноши протягивал ему чашку вместо гостя, не получая ни её взамен[уточнить].
5. Старший родственник или распорядитель церемонии моет руки.
6. Старший родственник надевает на голову юноши три головных убора следующим образом:
  1. Церемониймейстер моет руки и надевает головной убор футоу на голову юноши. Затем юноша идёт в другую комнату, чтобы надеть одежду того же цвета, что и футоу. После этого он выходит и возвращается к церемониймейстеру.
  2. Затем ведущий церемонии дает ему ещё один головной убор; юноша возвращается в комнату, переодевается и выходит в тёмной одежде, которую носят взрослые мужчины, чтобы соответствовать головному убору.
7. Юноша отдаёт честь[уточнить] всем гостям и официально становится «мужчиной».
8. Юноша получает второе имя.

## Производные церемонии и влияние

### Корея
Следуя конфуцианской традиции, корейцы также проводили церемонию увенчания, известную как Гвалле (корейский: 관례; ханча: 冠禮), как символ совершеннолетия для мужчин. Считается, что Обряд впервые был проведён в 965 году, когда ван Корё Кванджон представил молодого наследного принца в одежде для взрослых, и практически полностью исчез к середине XX века; но в последнее время традицию возрождают и каждый год в третий понедельник мая, начиная с 1973 г., проходит День Совершеннолетия. В день церемонии совершеннолетия корейские мужчины собирают волосы в узел и покрывают их шляпой (например,кат). Далее совершают поклоны почтения родителям, предкам и учителям. После этого молодые люди впервые пробуют алкоголь и получают взрослое имя, им также официально передаются обязанности взрослых мужчин. Заканчивается церемония клятвой сухонре (수헌례), о том, что они будут ответственными и почтительными взрослыми. В наши дни церемонию проводят в возрасте 19 лет.

## Связанные материалы
- Цзи ли — эквивалентная церемония для женщин.
- Гуань (головной убор)
- Ханьфу